# 112947 Marinascatena
112947 Marinascatena è un asteroide della fascia principale interna. Scoperto nel 2002, presenta un'orbita caratterizzata da un semiasse maggiore pari a 2,273217 UA e da un'eccentricità di 0,198391, inclinata di 3,749446° rispetto all'eclittica.
Marina Scatena è un avvocato italiano, presidente dell'AIPAS, una associazione di compagnie spaziali italiane.